# Cambarellus blacki
Cambarellus blacki е вид ракообразно от семейство Cambaridae.

## Разпространение
Видът е разпространен в САЩ (Флорида).